# Будапештская школа бизнеса
Будапештская школа бизнеса (венг. Budapesti Gazdasági Egyetem) — высшее учебное заведение, расположенное в Будапеште. Основана в 1857 году банкирами Австро-Венгрии для подготовки кадров в сфере экономики по всей империи и Центральной Европе. Официально является второй старейшей бизнес-школой в мире после Высшей школы коммерции. Ведётся обучение по 12 бакалаврским , 12 магистерским программам, а также предлагается 51 программа профессионального обучения и докторские программы. Все они аккредитированы в ЕС.

## История
История университета берёт свое начало с 1857 года когда была основана Пештская академия коммерции. Являлась первым учебным заведением специализирующимся по экономике в Австро-Венгрии. 1 января 2000 года были объединены три характеризующихся богатым прошлым правопредшественников — Института торговли, ресторанно-гостиничного бизнеса и туризма, Института внешней торговли и Института финансов и бухгалтерского учёта. В лице нового, созданного путем интеграции учебного заведения, путем сохранения сложившихся ранее традиций и интеллектуальности и, наряду с этим, распространения деятельности на всю связанную с бизнесом науку родилось ориентированное на практику высшее учебное заведение европейского масштаба, ставшее в наши дни крупнейшим в стране институтом, насчитывающим около 20 тысяч студентов. В 2011 году состоящий из трех факультетов институт пополнился действующим в г. Залаэгерсеге Факультетом хозяйствования. Институт финансов и бухгалтерского учёта был основан в 1953, институт внешней торговли в 1969.
Учебные программы

### Отделения базового обучения (для получения степени бакалавра)
- Андрагогика — специализация: туристическая андрагогика — специализация: организация просвещения Обучение туризму и ресторанно-гостиничному делу на английском языке имеет и аккредитацию института «Instiute of Hospitality UK»
- Управление кадровой службой
- Экономическая информатика
- Бизнес и менеджмент
- Торговля и маркетинг (на венгерском/английском/ немецком языке) — специализация: торговля — специализация: торговая логистика — специализация: торговые коммуникации
- Коммуникация и СМИ
- Государственная служба
- Экономика международного бизнеса
- Финансы и бухгалтерский учёт (в том числе на английском языке)
- Туризм и ресторанно-гостиничный бизнес (на венгерском/английском/немецком языке) — специализация: ресторанно-гостиничный бизнес — специализация: туризм и гостиничное дело
- Специальное обучение в области бизнеса — специализация: торговля — специализация: ресторанно-гостиничное дело

### Отделения мастер-обучения (магистратура)
- Менеджмент туризма (в том числе и на английском языке) — специализация: медицинский туризм и региональное развитие — специализация, «Food and Beverage»
- Преподавание экономики — специализация: подготовка педагогов экономики по специальности «торговля и маркетинг» — специализация: подготовка педагогов экономики по специальности «туризм и ресторанно-гостиничный бизнес»
- Международный бизнес (совместно с Университетом Англии Рускина)
- Глобальная коммуникация ((совместно с Университетом Англии Рускина)
- Финансы
- Бухгалтерский учёт
- Международная экономика и бизнес
- Электронный бизнес

### Докторское обучение (PhD)
С сентября 2010 года в Будапештском экономическом институте в сотрудничестве с Anglia Ruskin University (Кэмбридж) можно получить степень доктора бизнеса (International Doctorate in Business Studies PhD